# Aptesis corniculata
Aptesis corniculata är en stekelart som beskrevs av Mao-Ling Sheng 2003. Aptesis corniculata ingår i släktet Aptesis och familjen brokparasitsteklar. Inga underarter finns listade.